# Paul Hake
Paul Hake (bl. 1345–1358) war Domherr zu Lübeck, zu Bremen und zu Schwerin. 

## Biografie
Zur Herkunft und dem Geburtsort existieren zwar keine genauen Angaben, es kann aufgrund einiger Hinweise in der historischen Literatur jedoch davon ausgegangen werden, dass Hake um das Jahr 1310 im damaligen Elmeshorne (heutiges Elmshorn in Schleswig-Holstein) geboren wurde. Hake war vom 10. Januar 1345 bis zum 21. April 1358 Domherr zu Lübeck.
Vom 16. März 1349 bis zum 30. Mai 1350 führte Hake dort einen Prozess um seine Pfründe.
Vom 14. März 1348 bis zum 21. April 1358 war er noch Domherr zu Bremen.
Hake wurde am 30. Mai 1350 von Papst Klemens VI. mit dem durch den Tod Dietmar Schulop vakanten Kanonikat mit Präbende und Thesaurariat zu Schwerin providiert. Als Schweriner Domherr wurde 1355 noch mehrfach erwähnt. Am 22. Oktober 1356 tauscht er das Thesaurariat gegen eine Vikarie in der Heilig-Geist Kapelle zu Warin mit Friedrich II. von Bülow.
Am 6. November 1356 sollte er für die Erreichung einer Domherrenstelle zu Prag auf Kanonikat und Präbende zu Schwerin resignieren. Gleichzeitig reservierte Papst Innozenz VI. diese Domherrenstelle für Eberhard von Attendorn.
Ab 21. April 1358 wurde Paul Hake als Kaplan beim Herzog Rudolf II. von Sachsen-Wittenberg genannt.